# Владимир Мегре
Владимир Николаевич Мегре (на руски: Влади́мир Никола́евич Мегре́), с фамилно име по рождение Пузако́в, е руски писател, автор на романи в жанра „Нова епоха“ (на английски: New Age), и основател на движението Звънтящите кедри на Русия.

## Биография и творчество
Роден е на 23 юли 1950 г. в село Кузничи, Городнянски район, Черниговска област, УССР. Голяма част от детството си прекарва с баба си Ефросиния Верхушей, селска лечителка. В юношеството си общува с отец Теодорит, настоятел на Сергиевския манастир „Св. Троица“ в гр. Сергиев Посад (тогава Загорск) на изток от Москва.
На 16 години напуска дома на родителите си и започва да води самостоятелен живот. От 1974 г. живее и работи в Новосибирск в „Новосибирскоблфото“ като водещ фотограф. В средата на 1980-те години се жени и му се ражда дъщеря Полина. По-късно се развежда, но запазва фамилията Мегре.
В началото на перестройката заема длъжността президент на Междурегионалната асоциация на предприемачите от Сибир. Възползва се от срива на социалистическата система и се впуска в предприемаческа кариера. Създава редица търговски кооперации и от края на 1980-те години отдава под наем флотилия от речни параходи по поречието на река Об на север от Новосибирск. Организира речни круизи и търговия със стоки, алкохол и сувенири.
Мистичната история на Владимир Мегре започва през 1994 г. Тогава среща на брега на река Об двама възрастни мъже, които му разказват за удивителните свойства на сибирския кедър, известен и като сибирски бор (Pinus sibirica). Впечатлен от разказа им, той проучва историческата и научна литература и открива доказателства в подкрепа на думите им.
През 1994 и през 1995 г. организира за своя сметка 2 мащабни търговски експедиции с речни кораби по река Об по маршрута Новосибирск – Салехард – Новосибирск. Мегре разказва, че там, на брега на река Об през 1994 г., е срещал загадъчна млада жена на име Анастасия, която се оказва внучка на двамата мъдреци. Тя го въвежда дълбоко в сибирската тайга, където му разкрива философията си върху отношението на човека към природата, Вселената и Бог, начина на живот, образование, хранене, духовност, любов, семейство, сексуални отношения и други основи на цивилизацията.
Срещата с Анастасия променя живота му. Тя му въздейства по необичаен начин да види себе си, живота си и живота на човечеството. Обещава да запознае и други хора за тези идеи. Тези 2 търговски експедиции приключват на загуба, а той започва да провежда срещи за разпространение на новия възглед на света сред приятелите и колегите си.
Срещите и разговорите не срещат разбиране и затова Мегре, въз основа на идеите на Анастасия, започва да пише поредицата „Звънящите кедри на Русия“. Първата книга „Анастасия“ излиза през 1996 г.
Въпреки че няма специално образование и опит като писател, книгите на Мегре стават изключително популярни. В тях изложението е на много ясен език с дълбоки идеи за образованието на децата и важността от общуването с живата природа. С тяхната практическа мъдрост по въпросите на всекидневния живот книгите са се превърнали в основа за редица социологически проучвания и научни доклади.
От 1996 до 2010 г. Владимир Мегре написва 10 части от поредицата. Те са преведени на над 25 езика и са издадени в над 12 млн. броя в много страни по света.
През 1999 г. Владимир Мегре основава фондация за култура и подкрепа на творчеството „Анастасия“, открива информационен уебсайт. Целта на организацията е да се създават екоселища за природосъобразен живот и лечебен туризъм, семейни екоферми на самоиздръжка и минимално отрицателно въздействие върху природата от човека. Опити са правени и в България.
В много отношения идеите на Владимир Мегре са сходни с тези на селскостопанския икономист на Русия Александър Шаянов, живял 80 години по-рано и представял разработки за хармонична връзка с природата въз основа на устойчиви селски селища, състоящи се от индивидуални семейни ферми. Мегре обаче представя идеите си в романизиран вариант, за да намали съпротивата срещу преките икономически идеи и учения.
В края на 1999 г., на дело за нарушаване на неговите авторски права, Мегре заявява, че образът на Анастасия е независим художествен образ, „имащ емоционално иносказателен смисъл“.
Владимир Мегре е много деен пропагандатор на идеите си, като редовно организира срещи с читателите и пресконференции в Русия и по света. За своята обществена дейност през 2011 г. получава Награда за мир ГУСИ за литература.
Въпреки популярността на творчеството и дейността на Владимир Мегре те не се приемат еднозначно от критиката и науката. От страна на църквата е обявен за водач на религиозна секта с разрушително въздействие.
Владимир Мегре живее близо до гр. Владимир, Русия, на 240 km източно от Москва.

## Произведения
Серия „Звънтящите кедри на Русия“ (Звенящие кедры России)
1. Анастасия, Книга 1. Анастасия (1996)
2. Звънтящият кедър, Книга 2. Звенящие Кедры России (1997)
3. Пространството на любовта, Книга 3. Пространство Любви (1998)
4. Сътворение, Книга 4. Сотворение (1999)
5. Кои сме ние?, Книга 5. Кто же мы? (2001)
6. Родова книга, Книга 6. Родовая Книга (2002)
7. Енергията на живота, Книга 7. Энергия Жизни (2003)
8. Новата цивилизация, Книга 8. Новая цивилизация. Часть 1 (2005)
9. Обредите на любовта, Книга 9. Новая цивилизация. Часть 2. Обряды любви (2006)
10. Анаста, Книга 10. Анаста (2010)
11. Енергията на твоя род, Книга 11. Энергия твоего рода (2019)

Първоначалното заглавие при издаването на „Книга 1“ в България е „Звънтящият кедър и неговите необичайни лечебни свойства: Анастасия – идеалната жена“.